# Leptonectes
Il leptonecte (gen. Leptonectes) è un rettile marino estinto, appartenente agli ittiosauri. Visse tra il Triassico superiore e il Giurassico inferiore (Retico - Pliensbachiano, circa 202 - 185 milioni di anni fa) e i suoi resti fossili sono stati ritrovati in Europa.

## Descrizione
Questo animale, al contrario di gran parte degli ittiosauri, possedeva un corpo molto snello e allungato, non molto simile a quello di un tonno (come invece avevano le forme successive). Il cranio era lungo e fornito di un muso allungatissimo, sprovvisto però del caratteristico overbite (mascella più lunga della mandibola) tipica di altre forme simili come Excalibosaurus ed Eurhinosaurus. Le orbite erano molto grandi ma dirette principalmente lateralmente, e solo leggermente in avanti. Le pinne anteriori possedevano un radio dotato di un'insenatura, con poche falangi arrotondate e piuttosto spaziate fra loro. Le zampe posteriori erano lunghe meno di due terzi di quelle anteriori. Sembra che, al contrario di ogni altra specie giurassica di ittiosauri, la coda di Leptonectes fosse solo moderatamente bilobata. 
La specie più grande di Leptonectes (L. solei) superavai i 5 metri di lunghezza.

## Classificazione
Questo animale è stato descritto inizialmente nel 1822 da William Conybeare, sulla base di fossili ritrovati in Inghilterra meridionale in terreni del limite Triassico - Giurassico. Conybeare classificò questi resti come Ichthyosaurus tenuirostris, e solo una ridescrizione avvenuta un secolo dopo da parte di Friedrich von Huene chiarì che i fossili appartenevano a un altro genere di ittiosauri, che lo studioso tedesco descrisse come Leptopterygius. Questo nome, tuttavia, risultò essere già stato utilizzato e fu necessario trovarne un altro per descrivere questo ittiosauro: Chris McGowan, nel 1996, coniò quindi il nome Leptonectes.

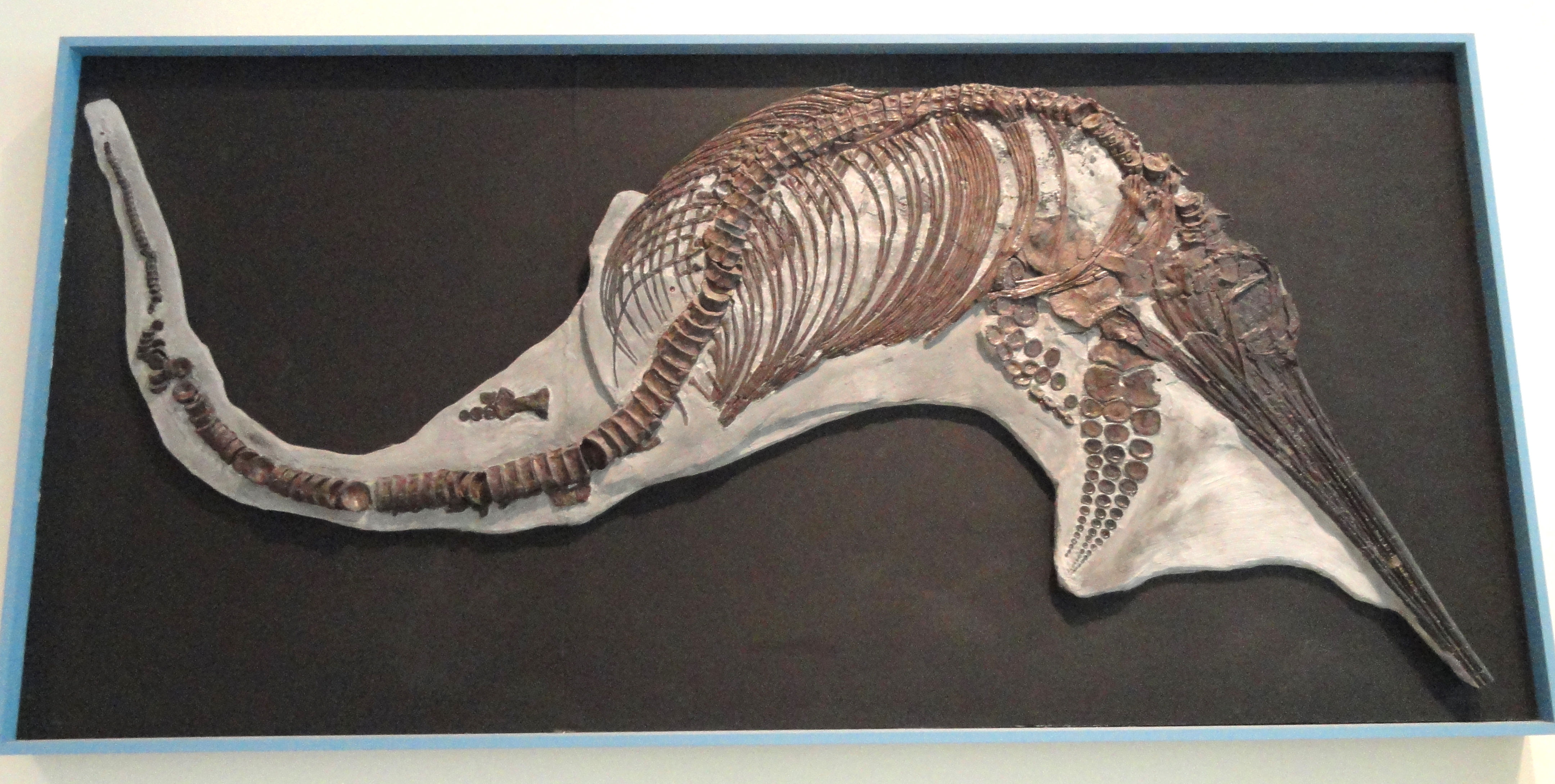
Fossile di Leptonectes tenuirostris

La specie tipo è Leptonectes tenuirostris, ben conosciuta grazie a numerosi fossili ritrovati nella zona di Street (Somerset) risalente al Retico e nella zona di Lyme Regis (Dorset), in strati del Giurassico inferiore (Hettangiano - Sinemuriano). Altri fossili sono stati ritrovati in Germania, nei pressi di Dusslingen, e in Svizzera (Maisch, 2006). Questa specie non superava mai i 4 metri di lunghezza e possedeva un muso molto allungato. Un'altra specie, Leptonectes solei, venne descritta da McGowan nel 1993 ed è basata su fossili rinvenuti in strati del Sinemuriano a Charmouth e a Lyme Regis. Questa specie era di grandi dimensioni, superando generalmente i 5 metri di lunghezza, e possedeva anch'essa un rostro allungatissimo. Una terza specie, Leptonectes moorei, è stata descritta nel 1999 ed è caratteristica del Pliensbachiano del Dorset. Era di piccola taglia e non superava i tre metri di lunghezza, e il cranio era insolitamente corto. Altri fossili di Leptonectes sono stati ritrovati in Belgio (Godefroit, 1992) e in Spagna (Fernandez et al., 2018).

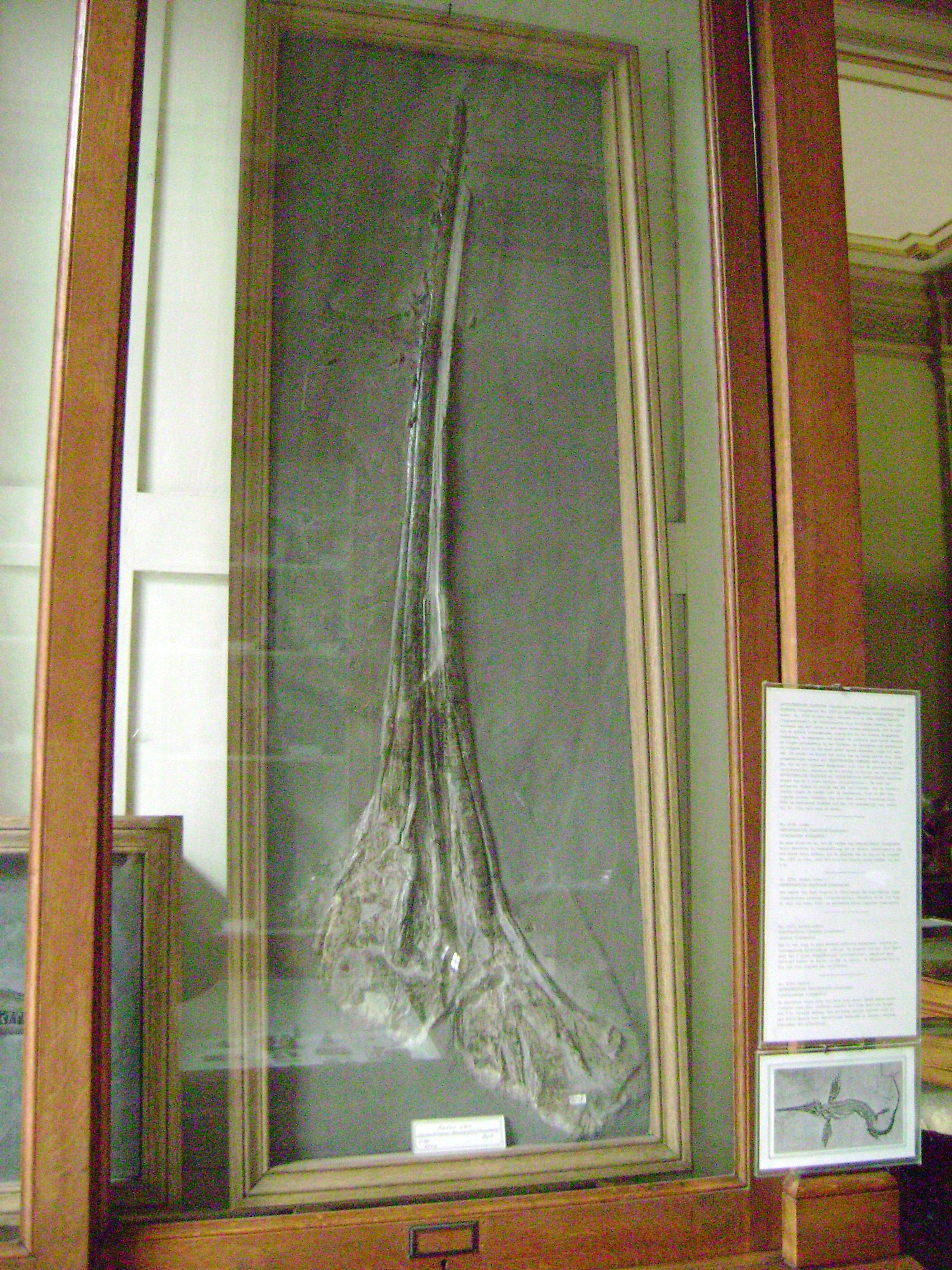
Cranio di Leptonectes tenuirostris

Leptonectes è un membro dei leptopterigidi (Leptopterygiidae), una famiglia di ittiosauri dalla forma del corpo particolarmente allungata, con lunche pinne e un cranio dotato di un rostro particolarmente allungato e sottile. Leptonectes è considerato il membro più basale della famiglia, e sembrerebbe essere stato un possibile antenato di Excalibosaurus, a sua volta più basale di Eurhinosaurus.